# Eric Carmen
Eric Howard Carmen (ur. 11 sierpnia 1949 w Cleveland, zm. 10 marca 2024) – amerykański muzyk rockowy i popowy.

## Życiorys
W 1967 dołączył do zespołu The Choir, a następnie do The Raspberries grającego rock and rolla i powerpop. Po rozpadzie zespołu w 1975 roku rozpoczął karierę solową. „All by Myself” – utwór pochodzący z pierwszej płyty solowej piosenkarza stał się światowym przebojem i doczekał się licznych interpretacji (m.in. w wykonaniu Céline Dion). Drugim znaczącym przebojem stał się utwór Hungry Eyes z 1987, który pojawił się w ścieżce dźwiękowej filmu Dirty Dancing. Eric Carmen ponownie dołączył do grupy The Raspberrries po jej reaktywacji w 2004 roku.

## Dyskografia

### Z The Raspberries
- The Raspberries (1972)
- Fresh Raspberries (1972)
- Side 3 (1973)
- Starting Over (1974)
- Raspberries Best (1976)
- Live On Sunset Strip (2007)

### Solo
- Eric Carmen (1975)
- Boats Against the Current (1977)
- Change of Heart (1978)
- Tonight You’re Mine (1980)
- Eric Carmen (1984)
- The Best of Eric Carmen (1988)
- Definitive Collection (1997)
- I Was Born to Love You (2000)